# 징후와 세기
징후와 세기(태국어: แสงศตวรรษ, 영어: Syndromes and a Century 태국어 원제의 뜻은 세기의 빛)는 아피찻퐁 위라세타쿤 감독의 2006년 영화이다. 2006년 8월 30일 제63회 베네치아 국제 영화제에서 초연되었다.
아피찻퐁은 이 영화를 자신의 부모에게 헌정했다. 영화는 두 부분으로 나뉘는데, 태국의 시골 병원과 방콕의 병원을 각각 배경으로 한다.

## 출연

### 주연
- 사크다 카에부아디

## 기타
- 공동제작: 판탐 통상

## 검열
2007년 4월 19일 방콕에서 개봉이 예정되어 있었지만, 태국 검열 위원회가 4개 장면을 자를 것을 요구하여 무기한 연기되었다. 아피찻퐁은 요구를 받아들이지 않고 자국에서의 영화 배급을 취소했다. 검열을 요구한 4개 장면은 다음과 같다.
- 의사가 병원에서 음주하는 장면
- 의사가 병원에서 키스하는 장면
- 승려가 기타를 연주하는 장면
- 승려가 원격 조종 비행 접시를 가지고 노는 장면

2008년 4월 방콕의 파라곤 시네플렉스에서 검열판으로 개봉됐다. 아피찻퐁은 검열에 항의하는 차원에서 검열된 4개의 장면을 검은 화면으로 대체했다.